# Wayne Brightwell
Wayne Brightwell (* 2. prosince 1957 Sudbury, Kanada) je bývalý kanadský zápasník. V roce 1984 na hrách v Los Angeles obsadil ve volném stylu 8. místo v kategorii do 100 kg. V roce 1986 zvítězil v kategorii do 130 kg na hrách Commonwealthu.